# Melithaea triangulata
Melithaea triangulata is een zachte koraalsoort uit de familie Melithaeidae. De koraalsoort komt uit het geslacht Melithaea. Melithaea triangulata werd in 1911 voor het eerst wetenschappelijk beschreven door Nutting. 